# Piazza Castello

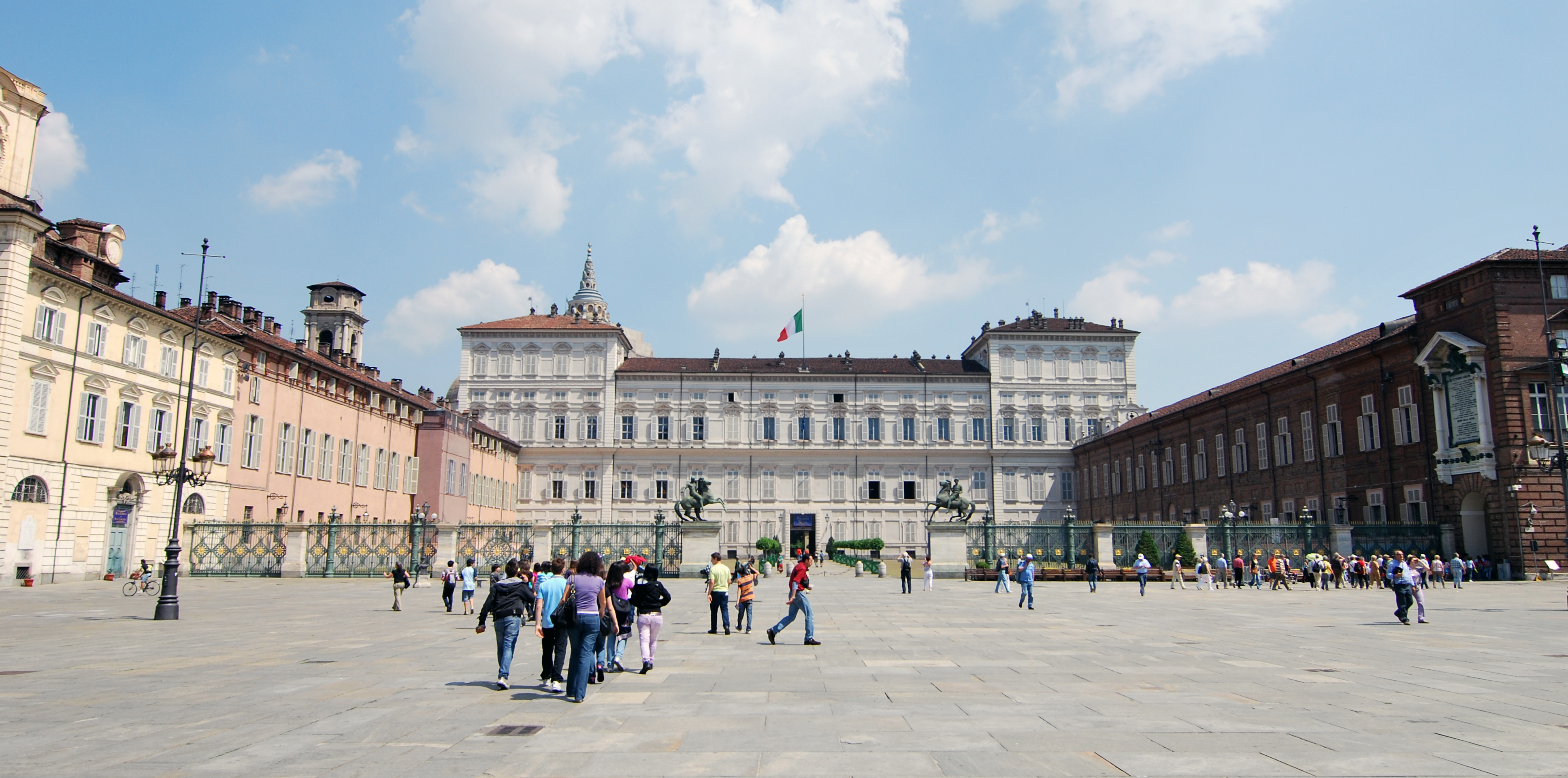
La Piazza Castello de Torí.

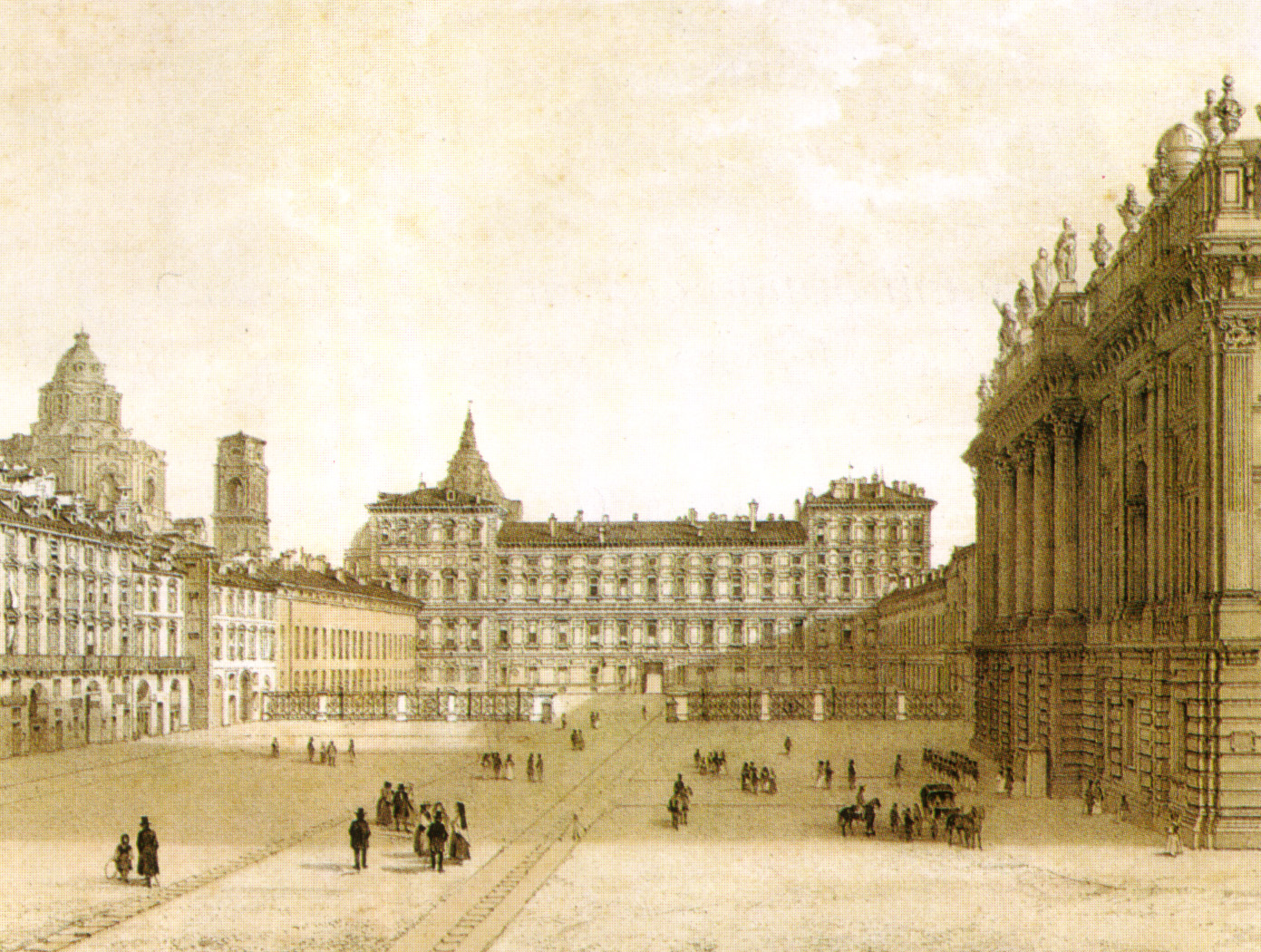
La Piazza Castello al.

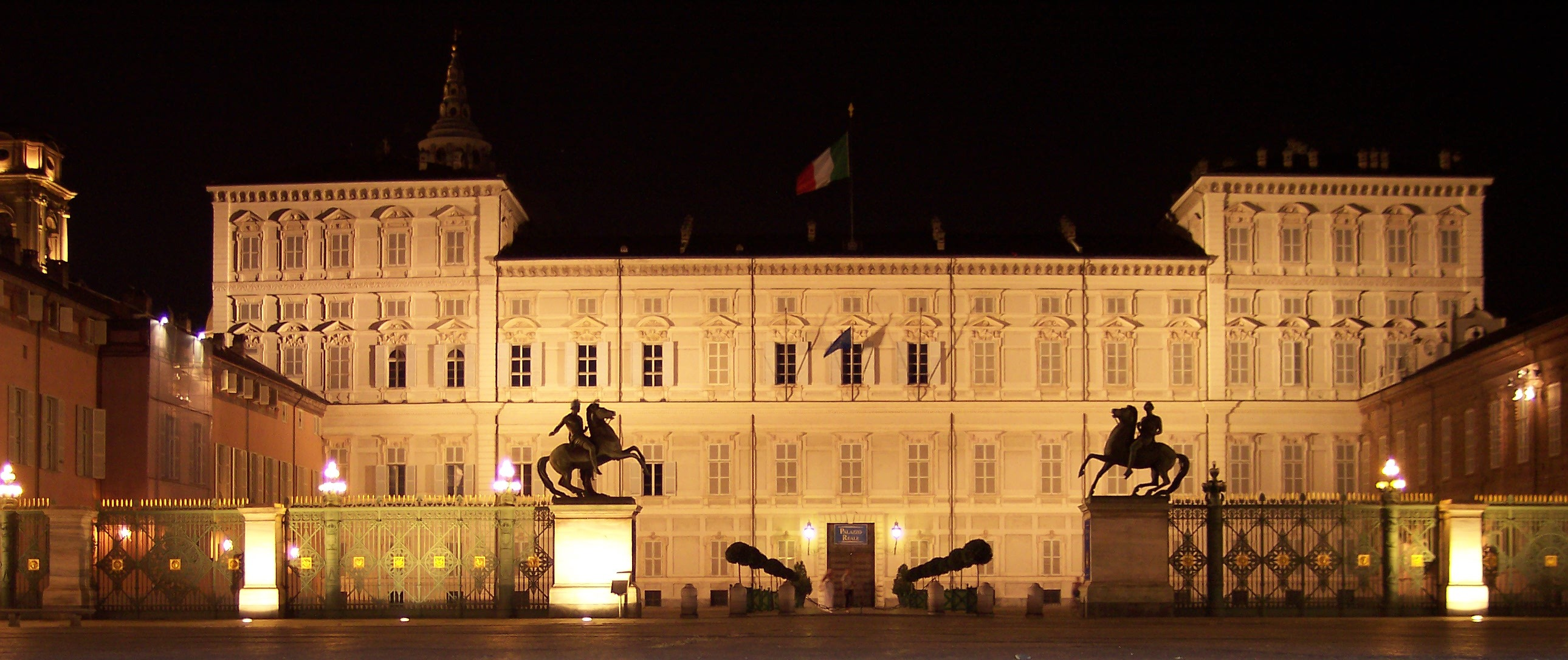
El Palazzo Reale a la nit.

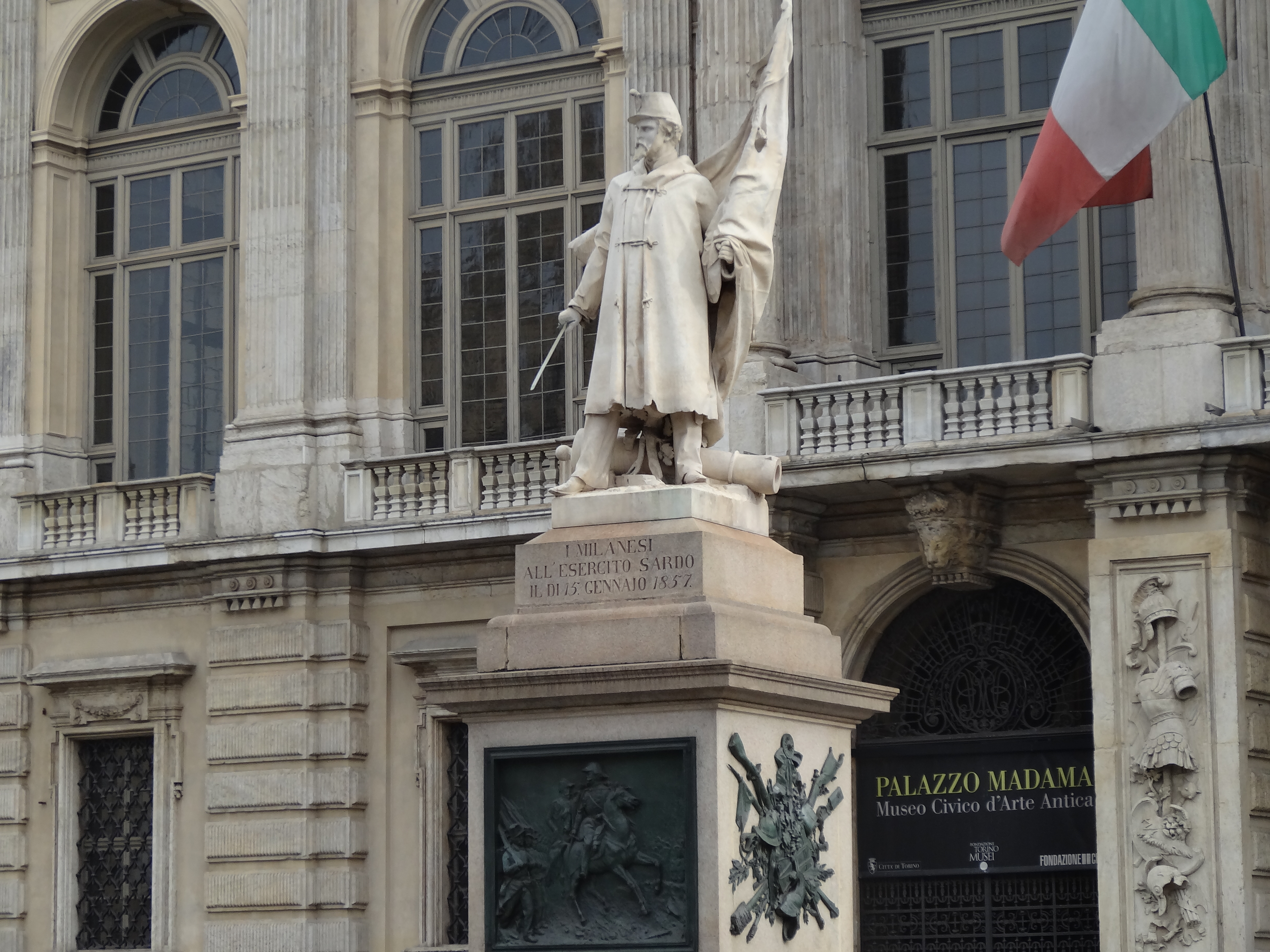
El Monument a l'Alferes de l'Exèrcit Sard; al fons, la façana del Palazzo Madama.

La piazza Castello és la plaça principal de Torí, Itàlia, cor del centre històric de la ciutat: aquí estan situats diversos palaus de la ciutat, com el Palau Reial i el Palazzo Madama. En la Piazza Castello conflueixen quatre de les principals vies del centre: via Garibaldi (per als vianants), via Po, via Roma i via Pietro Micca.

## Història
Projectada el 1584 per Ascanio Vitozzi, la plaça té una superfície d'uns 40 000 metres quadrats, que la fan la segona més gran de la ciutat, després de la Piazza Vittorio Veneto. Danyada en la guerra civil entre els anys 1637 i 1640, va ser reconstruïda per Cristina de França, mare de Carlos Manuel II de Savoia, futur duc de Savoia. Va fer modernitzar l'antic Palazzo di Sant Giovanni, el Palau Real, i va començar les obres del Palazzo Madama entre 1645 i 1646.
Durant tot el segle xvii i bona part del xviii la plaça estava dividida en tres sectors diferents: la zona més antiga, en la qual confluïen la Via Daura Grossa, avui Via Garibaldi, una altra zona construïda després de l'ampliació de la ciutat cap al riu Po, per punt cap a Via Po, i l'última zona era la de la Piazzetta Reale, llavors encara separada de la resta de la plaça per un mur de maó. Aquesta estructura, composta per un llarg porxo, era usada pels Savoia com a lloc des del qual miraven les manifestacions públiques com l'exposició del Llençol Sant. Aquest mur va reduir la plaça però li va donar un aire majestuós. Cridat popularment Padiglione Reale (Pavelló Real) o Terrazza di Piazza Castello (Terrassa de Piazza Castello), va ser destruït en el 1811 per un incendi desenvolupat durant els festejos pel naixement del Rei de Roma. Va ser després, per desig de Carlos Alberto, quan es va substituir el pavelló amb una barana de ferro colat, projectada per Pelagio Palagi entre 1835 i 1842. Una altra important estructura, perduda amb el temps, era la galeria que unia el Palau Real al Palazzo Madama, transitable en el seu interior pels Savoia, i usada com el lloc on es col·locaven les col·leccions d'art. Aquesta galeria va ser realitzada en fusta, ordenada per Carlos Manuel I en el 1606 i decorada per Federico Zuccari, Nicolò Ventura, Giovanni Crosio i Guglielmo Caccia detto Moncalvo. Destruïda pels incendis de 1667 i 1679 va ser reconstruïda per ordres de Carlos Manuel II però demolida finalment pels francesos de Napoleó.
Durant l'ocupació napoleònica els edificis de la plaça van córrer el risc de ser demolits: algú va suggerir als enginyers de l'Emperador que destruïssin el Palau Real i el Palazzo Madama per destinar el lloc a Camp de Mart. La sort va voler que Napoleó considerés el projecte una bogeria i es conservessin els monuments.
En els primers anys del segle XX travessaven la plaça tramvies i automòbils, fins al 2000, quan, gràcies a un ampli projecte de renovació del centre de la ciutat, va esdevenir zona de vianants. Aquesta apreciable i radical reorganització de la circulació ha permès a la plaça albergar manifestacions importants: en el 2005, va albergar la primera etapa del Festivalbar, mentre que pels Jocs Olímpics de Torí 2006 i els Jocs Paralímpics de Torí 2006 es va construir una llotja en el qual es van premiar a molts atletes; per a aquesta ocasió la plaça es va canviar el nom Medals Plaza (Plaça de les Medalles). Des de 2010 alberga el concert final dels MTV Days.

## Edificis històrics
La Piazza Castello és el centre de Torí i, durant el període de permanència a la ciutat de la Cort dels Savoia, va ser el lloc més important de l'Estat piemontès: per punt, s'hi troben els edificis de major importància i de major valor artístic.
A la plaça hi ha situats, a més del Palau Real i, al centre, el Palazzo Madama, el Teatre Regi, el Palazzo della Giunta Regionale, la Armeria Reale, el Palazzo del Governo (actualment seu de la Prefectura), la Biblioteca Reale, el Archivio di Stato, l'Església de Sant Lorenzo, i el Palazzo Chiablese. Aquests edificis, construïts al llarg dels segles, ofereixen una visió de la història de Torí: per exemple, el Palazzo Madama, el veritable nom del qual és Casaforte di Casa Acaia, i s'aixeca sobre les ruïnes de l'antiga porta romana, transformada posteriorment en castell. El Palazzo Madama va ser posteriorment la seu del Senat Subalpino.

## Monuments
A la plaça, al voltant del Palazzo Madama, estan situats tres grans monuments: 
- El primer és, enfront de la Via Garibaldi, l'escultura dedicada a l'Alferes de l'Exèrcit Sardo, inaugurat a l'abril de 1859, obra de Vincenzo Veges-la.
- En el costat amb direcció a Via Roma, està el monument al Cavaller d'Itàlia, obra de Pietro Canonica en el 1923.
- Finalment, en el costat cap a Via Po, està l'obra d'Eugenio Baroni dedicada a Manuel Filiberto de Savoia-Aosta.

## Pòrtics
Piazza Castello està envoltada en tres dels seus quatre costats per pòrtics monumentals, construïts en èpoques diferents. Els situats al costat de la Via Garibaldi, els més antics, es van construir segons el disseny de Vitozzi; els situats en els costats de Via Po i el Jardí Real es remunten al regnat de Carlos Manuel III de Sardenya, a la meitat del segle xviii. En 1830 es va col·locar la primera pavimentació de les porxades i, per punt, de la plaça, que abans estava coberta amb llambordes.
Els pòrtics occidentals es van denominar, almenys fins a la meitat del segle xix, amb el sobrenom de Portici della Fera (Pòrtics de la Fira): en aquest lloc se celebraven dues importants fires de Torí, una en ocasió del carnestoltes, i l'altra prop de l'Exposició del Llençol Sant.
En ocasió dels Jocs Olímpics de Torí 2006, es van renovar completament els característics gabbiotti a l'interior de les arcades dels pòrtics per albergar les variades activitats comercials, mantenint les connotacions històriques.

## Projectes futurs
Segons un projecte aprovat recentment per la Regió de Piemont, la plaça serà afectada per les obres de la Línia 2 del metro, la primera fase del qual preveu la construcció de l'estació Castello.

## Galeria d'imatges

### Monuments de la plaça

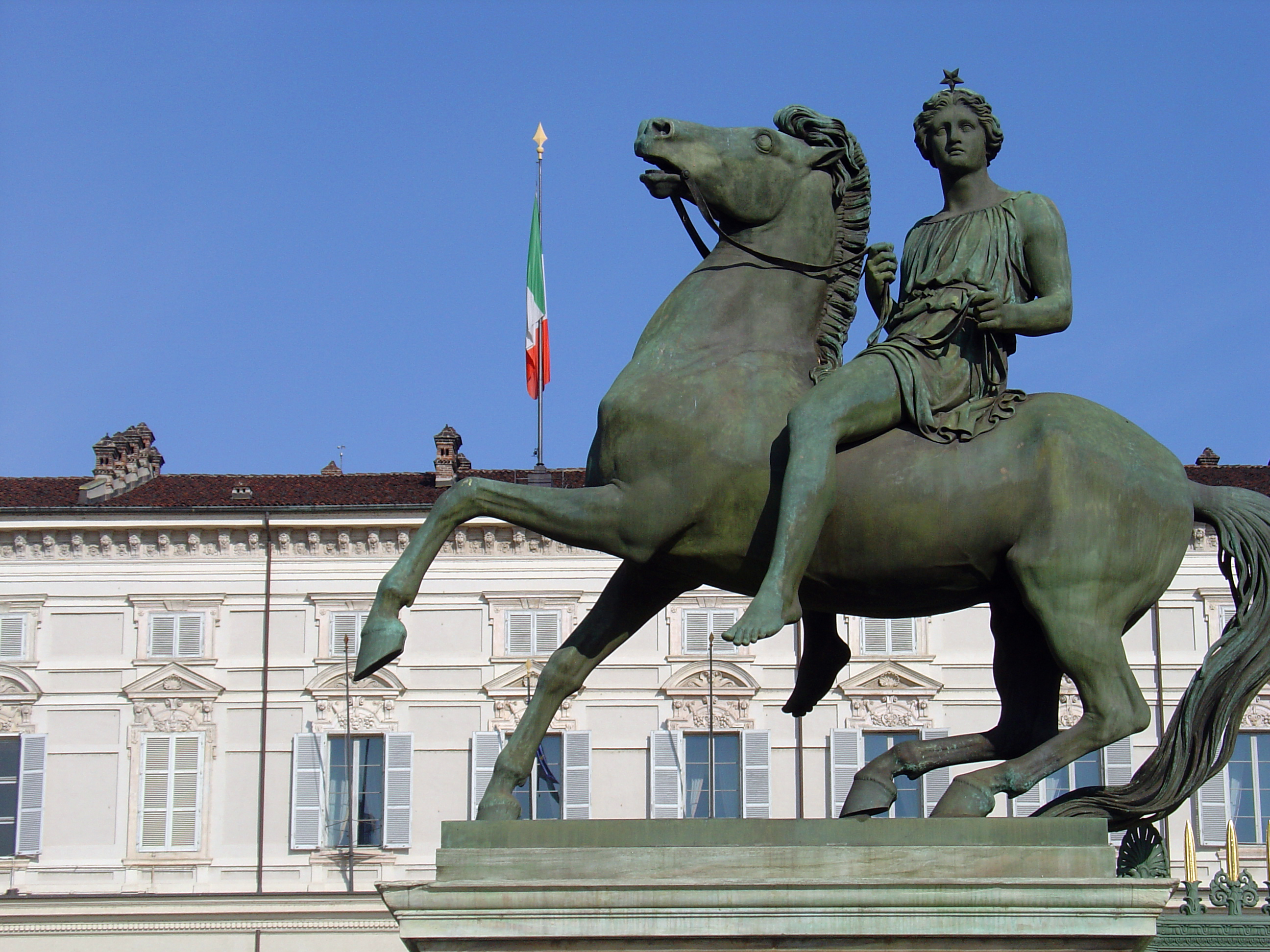
Palacio Real
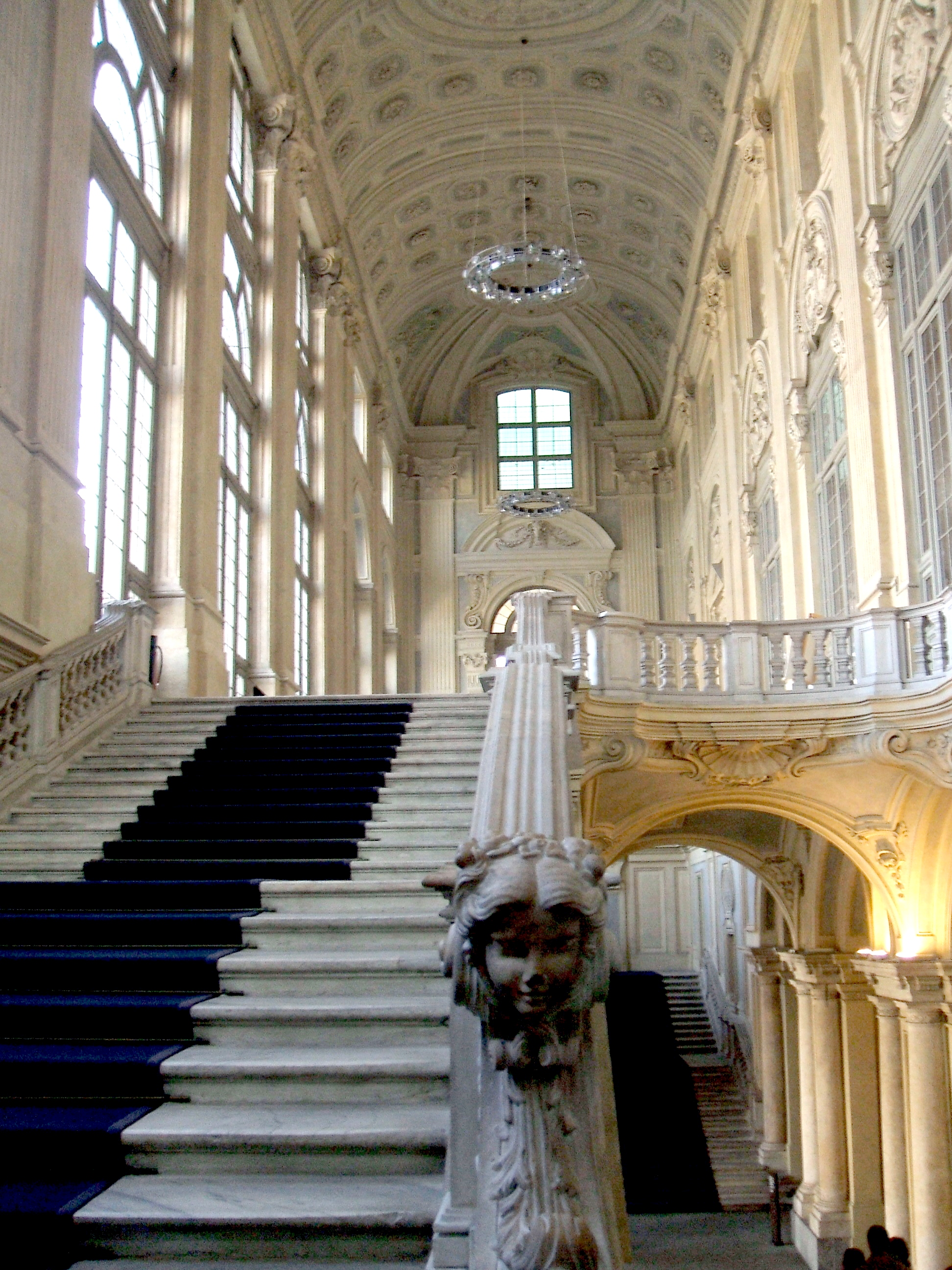
Palazzo Madama
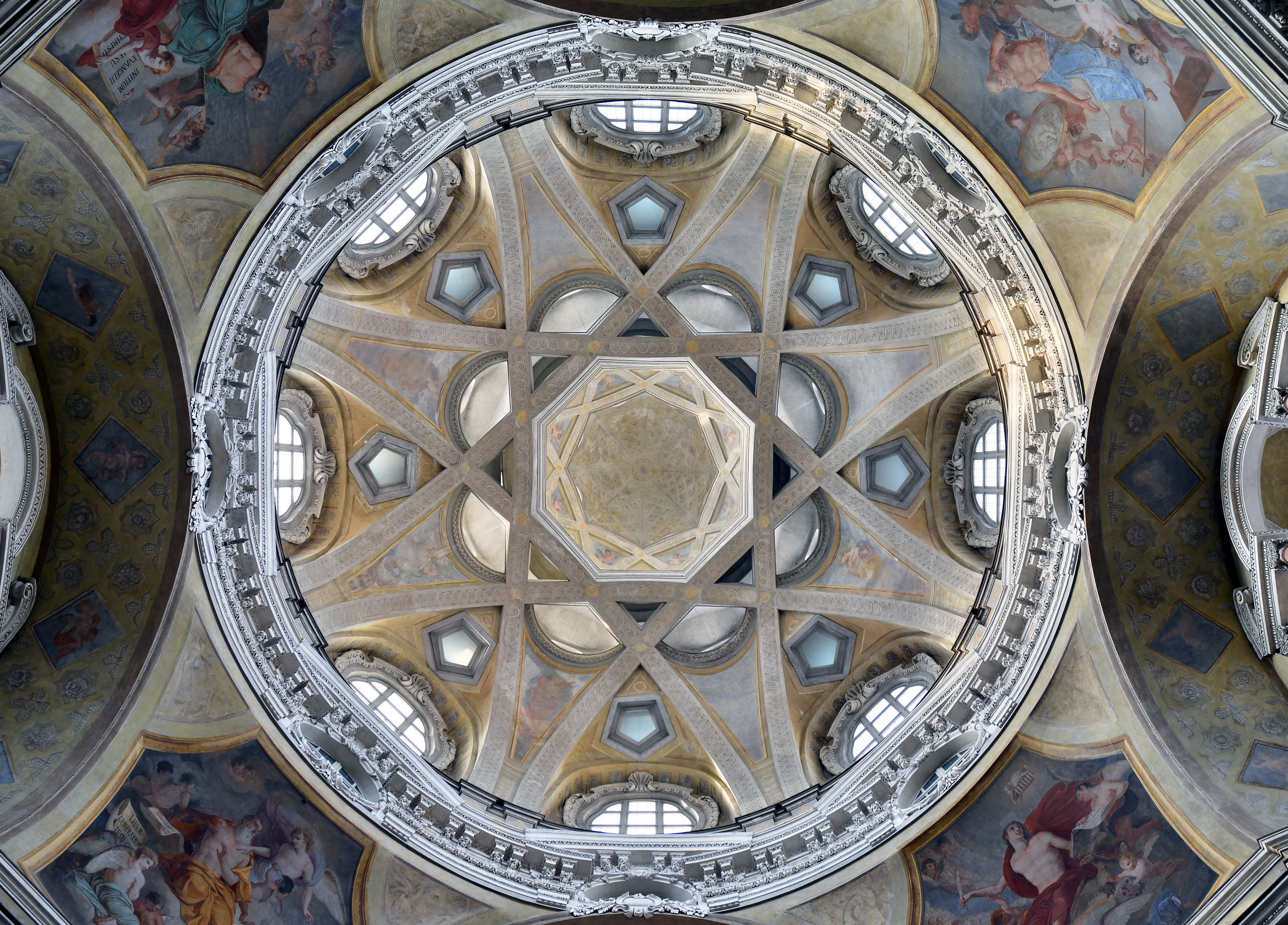
Església de Sant Lorenzo
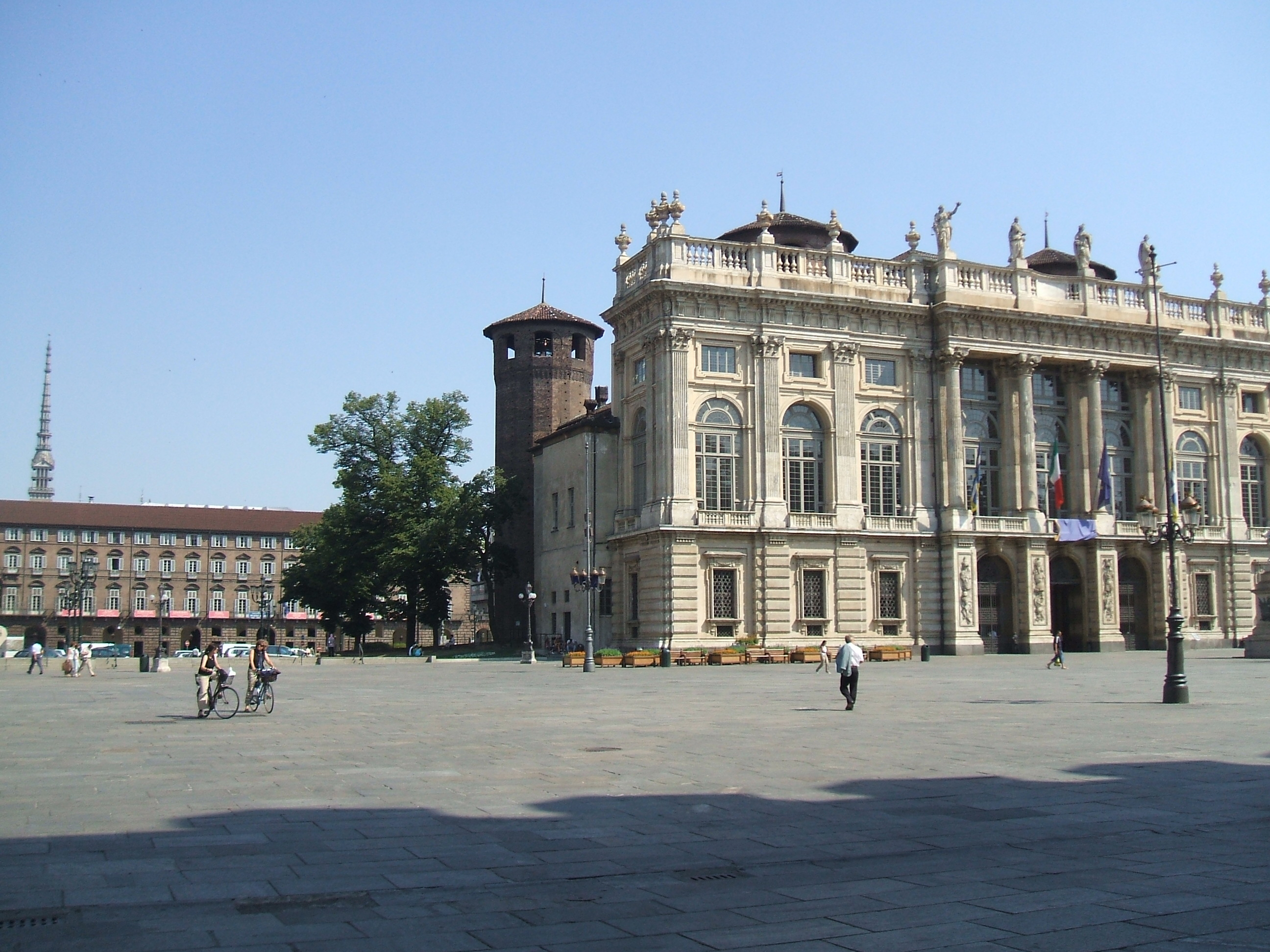
Costat esquerre del Palau Real